# Синевирська сільська територіальна громада
Синевирська сільська громада — територіальна громада в Україні, в Хустському районі Закарпатської області. Адміністративний центр — село Синевир. 
Площа становить 254,5 км². Населення - 6 376 ос. (2020 р.).
Утворена 12 червня 2020 року шляхом об'єднання Синевирської і Синевирсько-Полянської сільських рад Міжгірського району.

## Населені пункти
У складі громади 6 сіл:
- Синевир
- Заверхня Кичера
- Синевирська Поляна
- Береги
- Загорб
- Свобода